# Focus - Enciclopédia Internacional

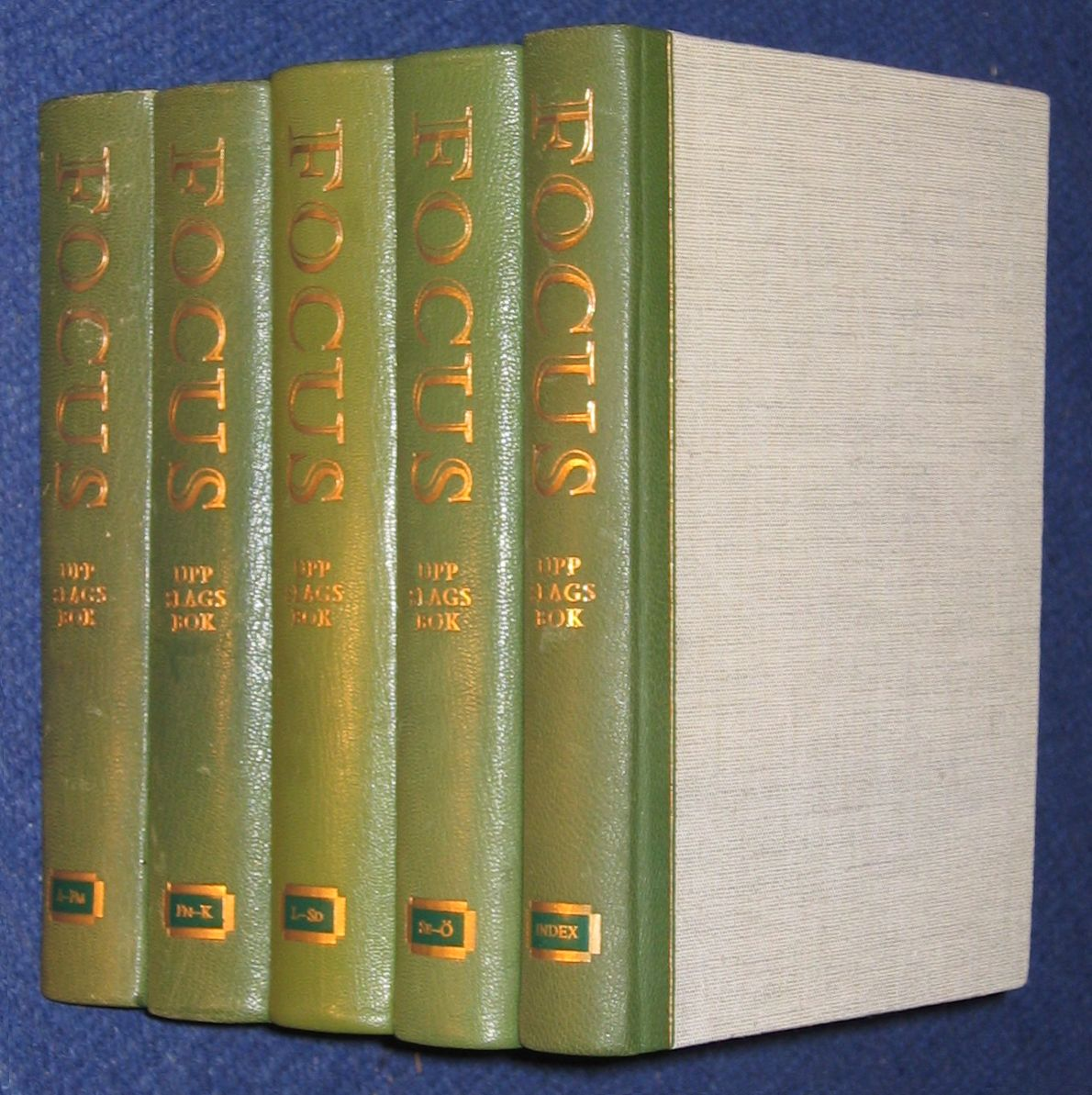
Edição sueca original da Focus, em 5 volumes.

A Focus - Enciclopédia Internacional é uma enciclopédia geral em 4 volumes, publicada em Portugal em 1964 pela Livraria Sá da Costa Editora.

Trata-se da versão luso-brasileira da enciclopédia Focus, publicada originalmente em sueco entre 1958 e 1960, em 5 volumes, republicada em várias edições e traduzida para dinamarquês, espanhol, francês, norueguês, e português.
A versão em língua portuguesa, sob a direção de Vitorino Magalhães Godinho, Manuel Rocha e Celso Cunha, contou com a colaboração de, entre outros, Joel Serrão, Augusto Abelaira, Nuno Portas, Adriano de Gusmão, José-Augusto França, Ernesto Veiga de Oliveira, Orlando Ribeiro, Jorge de Macedo, Joaquim Veríssimo Serrão, Óscar Lopes, Alberto da Costa e Silva, Fernando Branco e Idalina da Fonseca Sá da Costa.
A Focus portuguesa contou com os seguintes volumes: 
- Volume 1: A-Castas - 704 páginas
- Volume 2: Castela-Gótica - 712 páginas
- Volume 3: Gótico-Píticos - 808 páginas
- Volume 4: Pitoeff-Z /Apêndice - 802 páginas [3]

A Focus original foi concebida pelo lexicógrafo sueco Sven Lidman (1921-2011), filho do escritor também chamado Sven Lidman, que se inspirou na ricamente ilustrada edição de 1947 da norte-americana World Book Encyclopedia.
Sven Lidman desenvolveu a sua ideia com base em dois princípios fundamentais: por um lado, criar uma enciclopédia compacta (de 3 ou 4 volumes, apenas) e, por outro, produzir um conjunto de ilustrações de alto valor educativo, às quais seria acrescentado o texto em várias línguas. Em 1955, Lidman apresentou a sua ideia à editora sueca Almqvist & Wiksell que só concordou em começar a trabalhar no projeto depois de receber uma carta de intenções da editora alemã Bertelsmann. Sendo a primeira enciclopédia profusamente ilustrada a ser comercializada na Suécia (e em vários outros países), as vendas da Focus foram um êxito imediato.